# 拓跋小新成
拓跋小新成（5世紀—467年），追尊魏景穆帝拓跋晃第三子，生母尉椒房，北魏宗室、官员。

## 生平
拓跋小新成以使持节、征西大将军、五军镇都大将为起家官。和平二年秋七月戊寅（461年8月15日），拓跋小新成被哥哥魏文成帝拓跋濬封为济阴王，加征东大将军，出任都督冀相济三州诸军事、平原镇大将、持节，镇守平原镇。和平六年冬季十月（465年），朝廷征召阳平王拓跋新成、京兆王拓跋子推、济阴王拓跋小新成、汝阴王拓跋天赐、任城王拓跋云入朝。拓跋小新成很有军事谋略，库莫奚侵犯北魏时，皇帝诏令拓跋小新成率领军队讨伐。拓跋小新成做了很多毒酒，当库莫奚人逐渐逼近时，拓跋小新成放弃营寨离去。库莫奚人到达后，欢喜而竞相饮酒，毫无防备。拓跋小新成挑选轻装骑兵，趁着库莫奚人醉酒时进攻，俘虏了很多人。拓跋小新成后官至外都大官。皇兴元年（467年）二月，拓跋小新成去世，朝廷赠予大将军，谥号宣。

## 家庭

### 夫人
- 雷氏，前秦左民尚书、并州刺史、河南公雷某之女[2]

### 子女
- 元鬱，北魏使持节、侍中、徐州诸军事、开府、徐州剌史、济阴康王
- 元偃，北魏太中大夫、始平顺侯
- 元麗，北魏右卫将军、尚书左仆射、淮阴威侯

## 延伸阅读
[在维基数据编辑]
 《魏書·卷19上》，出自魏收《魏书》
 《北史·卷017》，出自李延壽《北史》